# Tiruvanántapuram
Tiruvanántapuram, más nevén Trivandrum (malajálam:തിരുവനന്തപുരം) az indiai Kerala állam fővárosa. Az ország déli csücskén, a Malabár-parton fekszik. Lakossága 743 ezer, elővárosokkal 1,68 millió fő volt 2011-ben.
Tengeri kikötő. Gazdaságában a szolgáltatási szektor a meghatározó. Jelentős a textil- és cukoripara. Technológiai ipari parkjában több mint 22 ezer mérnök dolgozik.
Mahatma Gandhi "India örökzöld városa"-ként emlegette Triuvanántapuramot.

## Éghajlat
Éghajlata a trópusi monszun és a trópusi szavanna határán fekszik. (lásd: trópusok)
| Hónap                                   | Jan. | Feb. | Már. | Ápr. | Máj. | Jún. | Júl. | Aug. | Szep. | Okt. | Nov. | Dec. | Év   |
| --------------------------------------- | ---- | ---- | ---- | ---- | ---- | ---- | ---- | ---- | ----- | ---- | ---- | ---- | ---- |
| Átlagos max. hőmérséklet (°C)           | 32,0 | 32,3 | 33,2 | 33,0 | 32,3 | 30,0 | 30,0 | 30,0 | 30,6  | 30,4 | 30,6 | 31,6 | 31,3 |
| Átlagos min. hőmérséklet (°C)           | 22,0 | 22,8 | 24,0 | 25,0 | 25,0 | 23,7 | 23,2 | 23,2 | 23,5  | 23,3 | 23,2 | 22,7 | 23,5 |
| Átl. csapadékmennyiség (mm)             | 16   | 23   | 28   | 119  | 199  | 330  | 188  | 152  | 169   | 254  | 212  | 64   | 1754 |
| Forrás: India Meteorological Department |      |      |      |      |      |      |      |      |       |      |      |      |      |

## Demográfia

### Nyelv
Hivatalos nyelve a malajálam és az angol, de sokan beszélik még a tamilt és a franciát egyaránt.

### Vallások
A város 65%-a hindu vallású, 18% keresztény, 15% muszlim és 2% pedig egyéb irányzatokat vall.

## Turizmus
A városban egy 18. századi erőd áll, de a városnak több múzeuma is van. A várostól mintegy 15 km-re levő Kovalam csodálatos strandjáról híres. A szárazföld belseje felé hegyvidéki üdülőhelyek találhatók. 

## Fordítás
Ez a szócikk részben vagy egészben  a   Thiruvananthapuram című angol Wikipédia-szócikk fordításán alapul.  Az eredeti cikk szerkesztőit annak laptörténete sorolja fel. Ez a jelzés csupán a megfogalmazás eredetét és a szerzői jogokat jelzi, nem szolgál a cikkben szereplő információk forrásmegjelöléseként.